# 2025년 벨라루스 대통령 선거
2025년 벨라루스 대통령 선거는 2025년 1월 26일 실시된 벨라루스의 대통령 선거이다. 현직 대통령인 알렉산드르 루카셴코가 약 86.82%의 득표율로 7번째 임기에 성공하였다.

## 배경
루카셴코는 1994년 이후 30년 가까이 장기 집권 중이며, 2020년 선거 이후 야권 탄압과 서방의 제재 속에서도 권력을 유지해왔다. 2024년에는 헌법 개정을 통해 대선 후보 자격 요건을 강화하고, 국외 망명 중인 야권 지도자들의 출마를 사실상 봉쇄하였다.

## 선거 과정
중앙선거관리위원회는 2024년 12월 말까지 총 5명의 후보를 공식 등록하였다. 출마 요건으로는 약 10만 명의 유권자 서명이 필요했다.

### 주요 후보
- 알렉산드르 루카셴코 – 현직 대통령. 1994년부터 재임 중이며, 국가안보 및 전통 가치 수호를 주요 공약으로 내세움.
- 세르게이 시란코프 – 공산당 후보, 과거 국회의원 출신.
- 올레그 가이두케비치 – 자유민주당 대표. 자유시장경제 및 민영화 정책 지지.
- 안나 카노팟스카야 – 무소속. 이전 선거에 출마한 바 있으며, 일부 언론은 친정권 성향으로 분류.
- 알렉산드르 히즈냐크 – 노동정의당 소속. 사회복지 확대 및 노동권 보호 강조.

## 선거 결과
2025년 1월 26일 실시된 본 선거에서 루카셴코는 약 86.82%를 득표하며 승리하였다. 전체 투표율은 약 85.7%로 집계되었다.
| 후보                | 정당       | 득표율 |
| ------------------- | ---------- | ------ |
| 알렉산드르 루카셴코 | 무소속     | 86.82% |
| 세르게이 시란코프   | 공산당     | 3.21%  |
| 올레그 가이두케비치 | 자유민주당 | 2.02%  |
| 안나 카노팟스카야   | 무소속     | 1.86%  |
| 알렉산드르 히즈냐크 | 노동정의당 | 1.74%  |
| 기타 및 무효표      | —          | 3.60%  |

## 국제 반응
유럽연합, 미국 등 서방 국가들은 이번 선거가 “자유롭고 공정하지 않았다”며 공식적으로 인정하지 않았다. 유럽의회는 2025년 1월 말 관련 결의문을 채택하였으며, 벨라루스 고위 관계자에 대한 추가 제재를 검토 중이다.

## 평가
정치학자들은 이번 선거가 '형식적 절차는 유지하면서 실질적으로 경쟁이 제거된 권위주의 체제'라고 분석했다. 독립 매체 및 인권 단체는 감시단 접근 제한과 언론 통제, 반대파 탄압 등으로 인해 자유선거의 기준을 충족하지 못했다고 지적하였다.

## 향후 전망
루카셴코의 장기집권이 지속됨에 따라, 러시아와의 안보 및 경제 통합이 더욱 가속화될 것으로 보인다. 반면, 서방과의 외교적 고립은 지속될 가능성이 크며, 야권 세력의 입지는 더욱 축소되었다는 평가가 지배적이다.

## 관련 문서
- 벨라루스
- 벨라루스의 정치
- 알렉산드르 루카셴코